# Agonie dans le jardin
Agonie dans le jardin est un tableau peint par Titien en 1562. Il mesure 76 cm de haut sur 136 cm de large et représente Jésus-Christ avec ses apôtres au Jardin des oliviers avant sa Passion. Il est conservé au musée du Prado à Madrid.